# Маркелл Анкирский
Марке́лл Анки́рский (греч. Μάρκελλος ὁ Ἀγκύρας; до 285 — ок. 374) — византийский богослов, епископ Анкирский, участник Анкирского и Никейского соборов. Сторонник Афанасия Великого в арианском споре. Был обвинён своими противниками в савеллианстве и изгнан из своей епархии в 336 году. Почти 40 лет после этого духовенство Анкиры сохраняло верность своему прежнему епископу. Афанасий и епископы западной части Римской империи поддерживали в эти годы Маркелла, тогда как на востоке часть епископов считала его еретиком. Его немногочисленные последователи были известны как маркеллиане.
Начиная с XVII века Маркелл Анкирский интересовал историков христианства, привлечённых его оригинальной богословской концепцией и значительной ролью в богословских спорах IV века. Фрагменты трудов Маркелла изданы на немецком и английском языках. Учение Маркелла известно также из написанных против него полемических трактатов Евсевия Кесарийского.

## Биография

### До изгнания
Никаких сведений о жизни до избрания епископом о Маркелле не сохранилось. Не известна ни его национальная принадлежность, ни его родной язык. Некоторые наблюдения можно сделать из анализа его трудов. Его греческий язык выдаёт неплохое образование, но стиль произведений Маркелла лишён риторических красот, как, например, у Евстафия Антиохийского или Евсевия Кесарийского. Из замечания последнего в памфлете Против Маркелла можно узнать, что ко времени суда над ним в 336 году, Маркелл выглядел как старик, то есть, вероятно, был сед или лыс. Анкира, где Маркелл стал епископом, была, по выражению английского богослова Генри Гваткина, «странным диоцезом, полным неотёсанных галлов и болтливых евреев, наводнённым монтанистами и манихеями, последователями бесконечного числа фантастических ересей и предрассудков». В этом «галатском духе», воспринимающем Священное Писание шире, чем предлагает греческая философия, сформировались взгляды Маркелла.
Вероятно, Маркелл принимал участие и даже председательствовал на Анкирском соборе 314 года. Содержащееся в некоторых манускриптах утверждение, что на этом соборе председательствовал Виталий Антиохийский, некоторые исследователи объясняют позднейшими исправлениями, устраняющими упоминания имени еретика. Сторонником председательства на соборе Виталия был крупнейший историк христианских соборов Карл Йозеф фон Гефеле. 
Вскоре после Никейского собора, около 330 года, он написал книгу против письма Астерия Софиста к Павлину Тирскому, в которой изложил своё учение о природе Сына Божьего и конечности его Царства. На Тирском и Иерусалимском соборах 335 года выступал на стороне Афанасия Великого, однако не смог помешать изгнанию последнего. Вскоре после этого он сам был смещён, однако произошло ли это на Константинопольском соборе 336 года или ранее, является дискуссионным вопросом. Созомен и Сократ Схоластик сообщают, что вопрос о произведении Маркелла был предметом рассмотрения на Тирском соборе, где его взгляды были найдены подобными взглядам Павла Самосатского. Маркелл согласился сжечь свою книгу, однако не сделал этого, а затем не принял участие в освящении Храма Гроба Господня в Иерусалиме, что также стало пунктами обвинения на Константинопольском соборе. Альтернативные теории датируют смещение Маркелла началом 330-х годов. Впоследствии Евсевий Кесарийский написал два труда против Маркелла, Contra Marcellum и De ecclesiastica theologia.

### После изгнания
После смерти императора Константина Великого в 337 году, изгнанные епископы, в том числе и Маркелл, были возвращены в свои епархии. Однако уже в конце 338 или начале 339 года он был вновь смещён. В марте 339 года Афанасий также был изгнан из Александрии. Вслед за этим противники Афанасия, возглавляемые епископом Евсевием Никомедийским, отправились в Рим с целью получить поддержку папы Юлия для своего кандидата Писта. Узнав об этом, Афанасий отправил к папе собственных посланцев, в результате чего папа согласился созвать собор для повторного рассмотрения дела Афанасия и Маркелла. Он послал приглашения как евсевианам, так и в Александрию. Афанасий, Маркелл и ряд других смещённых епископов вскоре отправились в Рим, тогда как Евсевий отказался это сделать. Вместо этого в январе 341 года написал папе письмо, в котором объяснил свой отказ невозможностью отмены решений Тирского собора. Состоявшийся в 340 году в Риме собор признал Афанасия невиновным в предъявляемых ему обвинениях, а Маркелла православным.
С другой стороны, проведённый сторонниками Евсевия Антиохийский собор 341 года осудил как Афанасия, так и Маркелла. Фраза «Он пребудет царём и Богом вовеки» из догматической формулы Антиохийского собора была направлена против учения Маркелла о конечности Царства Сына Божия. Сардикийский собор 343 года, на котором сторонники Никейского собора хотели видеть Афанасия и Маркелла, углубил противоречия между восточными и западными церквями. В результате, не достигнув согласия, восточные отцы ночью покинули Сардику, за исключением трёх епископов незначительных кафедр. Остановившись в Филиппополе, они составили там свой собор, на котором объявили низложенными 9 епископов противоположной стороны, включая Афанасия, Маркелла, Осию Кордубского и папу Юлия. Затем они дополнили так называемую IV антиохийскую формулу, добавив к ней анафематизм против предполагаемых савеллианских заблуждений Афанасия и Маркелла. В свою очередь, западные отцы собрались на заседания в Сардике, на котором не было принято новое изложение веры, вместо чего был подтверждён Никейский Символ веры. Участники собора подтвердили невиновность Афанасия и Маркелла, а их преемники на епископских кафедрах не были признаны. В этом конфликте активно участвовали правители Римской империи — поддерживавший никейскую партию император Констант (337—350) потребовал от своего придерживавшегося противоположных взглядов брата Констанция (337—361) привести в исполнение решения Сардикийского собора. В результате в октябре 346 года Афанасий смог вернуться в Александрию. Аналогичное решение было принято и в отношении Маркелла, однако вследствие народного возмущения он не смог занять свою кафедру. Об этих беспорядках сообщают Сократ Схоластик и Созомен. Другой современник событий, богослов Иларий Пиктавийский, утверждает, что Маркелл больше не возвращался в свой диоцез, что подтверждало его взгляд на Маркелла как на еретика. По мнению ирландского богослова Ричарда Хэнсона, Иларий ошибается в этом вопросе, и Маркелл определённо возвращался в Анкиру в 337 году и с большой вероятностью в 344 или 345 году.
Смерть Маркелла Анкирского датируется 374—375 годами на основании указания Епифания Кипрского, что это событие произошло за два года до написания его каталога ересей «Панарион».

## Труды
Успешная деятельность Астерия по распространению арианства побудила Маркелла выступить с опровержением его взглядов. Это сочинение целиком не сохранилось, название, под которым оно упомянуто у Илария Пиктавийского, — «De subjectione Domini Christi» — относится, вероятно, не ко всему произведению. В 336 году оно было передано императору Константину, который, в свою очередь, передал её на рассмотрение евсевианам, результатом чего стало низложение Маркелла. Содержание этого труда известно по многочисленным выпискам, сделанным в двух написанных Евсевием Кесарийским опровержениях. В цитатах Евсевия Кесарийского и Епифания Саламинского сохранилась примерно шестая часть труда «Против Астерия», а также письмо папе Юлию от 341 года.
Начиная с XIX века предпринимались усилия по разысканию среди приписывавшихся ранее другим авторам, в основном Афанасию Великому, других произведений Маркелла Анкирского. Сопоставляя их с известными на основании сохранившихся отрывков, было определено до 10 произведений, с разной степенью достоверности принадлежащих Маркеллу или его ближайшим последователям. Среди них наиболее вероятным считается «Expositio Fidei» («Изложение веры»), находящееся на трудноопределимой идеологической позиции.

## Учение

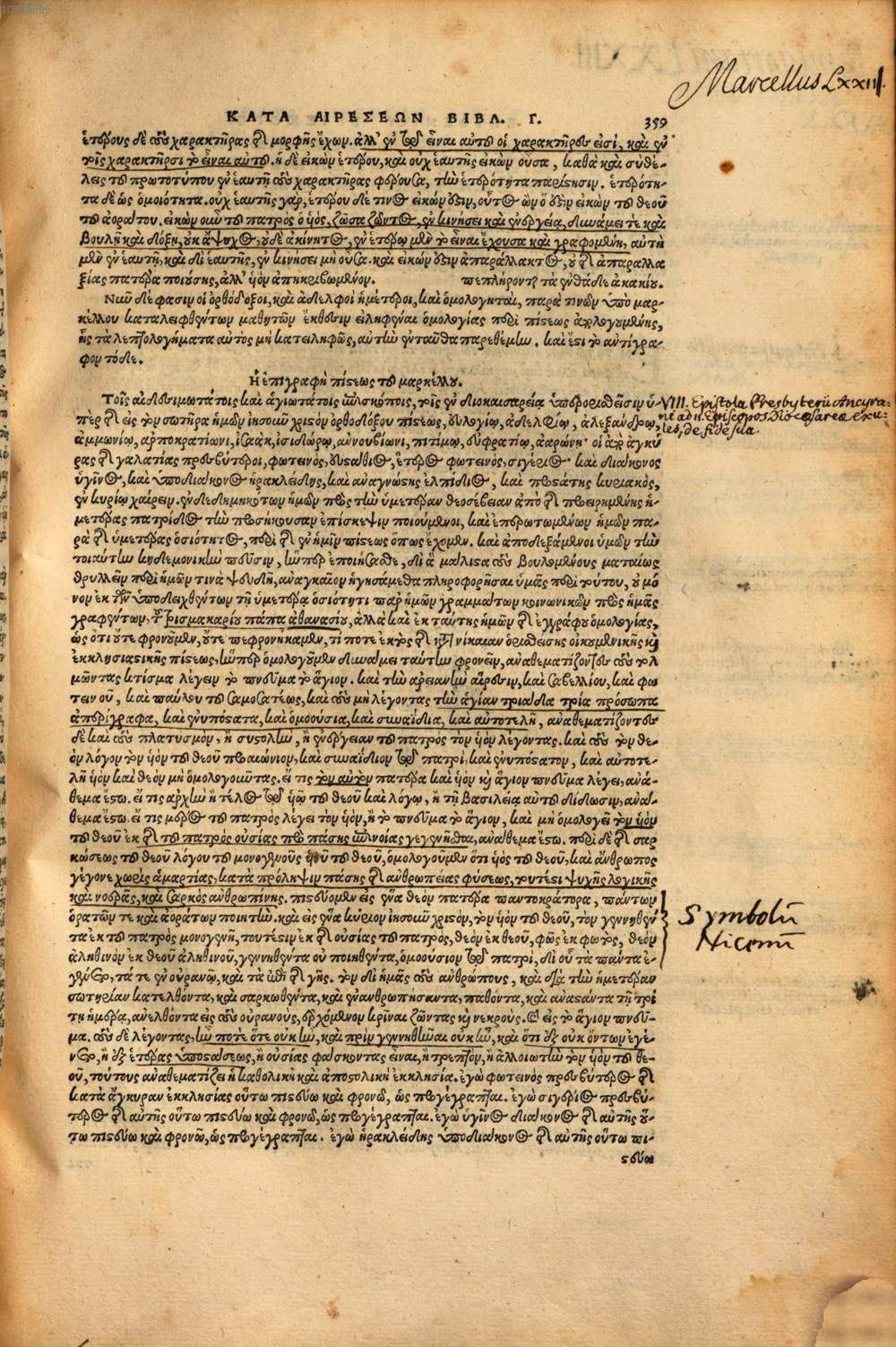
Изложение веры Маркелла. Епифаний Кипрский. Панарион. Издание 1544 года

С формальной стороны учение Маркелла является «библейским богословием» и основывается на Библии — в противоположность «церковному богословию» Евсевия Кесарийского и его сторонников, после Никейского собора захвативших власть в христианской церкви. Церковное предание и церковные авторитеты им не отрицаются, однако это не относится к признававшимся арианами Оригену, Евсевию Никомедийскому, Павлину Тирскому и Астерию. В учении Оригена Маркелл отвергает неуместное влияние идей греческой философии. По его мнению, христианское учение необходимо излагать согласно Писанию и не примешивать к нему чуждых мыслей.
С содержательной стороны богословие Маркелла сводится к учению о Логосе как единственном точном обозначении того божественного начала, которое обитало в Иисусе Христе. Все остальные именования имеют в виду Его появление в мире как творение. В этом состояло отличие его воззрений как от взглядов Афанасия Великого, полагавшего правильными как слово «Логос», так и «Сын», так и от арианского употребления исключительно слова «Сын», как не отражавшего вечных отношений. Согласно Маркеллу, никейский термин др.-греч. όμοούσίος «единосущный» следует относить к Логосу до воплощения, а после него, когда произошло соединение с тварью, его сущность осталась лишь «подобной» др.-греч. όμοιούσίος. Развивая свои взгляды на роль Логоса, Маркелл пришёл к выводу о конечности Царства Сына как воплотившегося Логоса, ограниченного достижением своей цели — спасения мира.
Русский историк церкви А. Спасский пишет о том, что свои богословские рассуждения Маркелл старался строить на Священном Писании, особенно на Евангелии от Иоанна. И Маркелл учил о том, что существует в мире только один Бог, одно лицо (др.-греч. ἕν πρόσῶπον), одна нераздельная монада, проводящая свою жизнь в молчании и имеющая внутри себя свой Логос (Слово). Перед тем как Бог приступил к созданию мира, его Логос исшёл (др.-греч. προελθών) из него в качестве Творца мира, как его осуществленная деятельность (др.-греч. δραστική ἐνέργεια), не переставая, одновременно, оставаться силою внутри Бога. Лишь после вочеловечения Логос получает некоторую самостоятельность из-за немощи человеческой плоти. Однако по своей силе Логос и теперь пребывает в Отце и составляет одно вместе с Отцом. Божество, проявившееся при творении мира в Слове, как действующая сила, при воплощении как бы расширяется в нём и при этом только по своей энергии (др.-греч. ἐνέργεια ἡ θεότης μόνη πλατύνεσθαι δοκεΐ). Вследствие этого Логос после воплощения становится Иисусом Христом, Сыном Божьим, образом невидимого Бога, жизнью, путём, воскресением, дверью и всем, чем называет его Священное Писание. Но это распространённое проявление Божества в человеке, соединившемся с Логосом, равно как и обусловленное воплощением царство, составляет лишь один временный момент. После того как Отец всё подчинит Сыну, тогда и Сын подчинится Отцу, и царство Христа, начавшееся около 400 лет тому назад, закончится. Логос опять сольётся с Божеством и будет составлять с ним одно. Господство Сына не исчезнет совсем, так как оно и не имело начала, поскольку Слово всегда находился в единстве с Отцом. Но человеческая плоть по соединении с Отцом Логосу будет уже не нужна, и хотя бы она сделалась нетленной, она всё-таки останется недостойной Бога. Подобным образом Маркелл рассуждал и о Святом Духе и точно также строит своё учение исключительно на Евангелии от Иоанна. Дух находился в Сыне, пока Сын не сказал апостолом: «примите Духа Святаго (Ин.20:22)», — и с той поры Святой Дух исходит от Отца и Сына, как их энергия, и действует в Церкви. По свидетельству Феодорита, Маркелл учил о некотором расширении (др.-греч. ἔκτᾰσις τινά) отеческого Божества в Логосе и Дух Святой называл дальнейшим расширением (др.-греч. παρέκτασις τῆς ἐκτάσεως) Логоса, дарованным апостолам. И Маркелл сам утверждает, что единица является расширенной в троицу (др.-греч. ῆ μονάς φαίνεται πλατυνομένη εἷς τριάδα), но это расширение не есть разделение Божества: оно остаётся по силе нераздельным. Как до начала творения мира Божество представляло собой молчащую монаду, так по окончании мирового процесса Логос, а также Святой Дух вновь сольются с Божеством, и Троица, открывшаяся в мире, снова обратится в монаду. Лосский и Петр (Л’Юилье) считали, что добавление слов «Его же Царствию не будет конца» в 7-й член Символа веры на Втором Вселенском Соборе в 381 году сделано против учения Маркелла о конечности царства Иисуса Христа.
Однако Феодорит Кирский в своей «Церковной истории» опровергает мнение о том, что Маркелл вообще учил о конечности царства Христа, и он пишет о том, что сторонники Евсевия оклеветали Маркелла в этом вопросе:
Мы прочитали также сочинение сослужителя нашего Маркелла, — и коварство евсевиан открылось само собою; ибо что высказывал Маркелл только в виде изыскания, то самое они клеветливо сочли за его исповедание. Да, мы прочитали как начала, так и следствия в изыскании Маркелла, — и правая вера этого мужа оказалась видною. Он вовсе не говорит, как утверждали они, будто Слово Божие получило начало от Святой Марии или будто царство его окончится: напротив, пишет, что оно и безначально, и бесконечно.
Осуждённое на христианском Востоке как савеллианское, учение Маркелла не было явно отвергнуто ни Афанасием Великим, ни папой Юлием. Тем не менее, уже в 375 году его ученики в Галатии анафематствовали основные пункты его учения и признавали предвечное рождение единосущного Отцу Сына из сущности Отца. Уже в 385 году маркеллиане были чрезвычайно малочисленны.

## Изучение

### Издание трудов
Вышедшая в 1794 году «Marcelliana» Христиана Реттберга (Christian Rettberg) — сборник фрагментов трудов Маркелла Анкирского — стала важной вехой в исследованиях на данную тему. В 1909 году Эрих Клостерманн издал улучшенное издание фрагментов Реттберга, а в 1972 году Г. Х. Хансен подготовил второе издание. Предпринимались попытки восстановить оригинальный порядок фрагментов. В своей диссертации (1990) немецкий историк Клаус Зайбт (Klaus Seibt) доказывает, что Реттберг расположил фрагменты в соответствии со своим представлением о богословских взглядах Маркелла. В дальнейшем Зайбт предложил свой порядок.
Немецкий перевод Вольфганга Герике (Wolfgang Gericke, 1940) часто критиковали за ошибки. Английский перевод Мориса Доулинга (Maurice Dowling) появился в 1987 году, в 1997 вышел новый немецкий перевод.

### История изучения
Современное изучение наследия Маркелла Анкирского началось с издания в 1628 году Ричардом Монтегю анти-маркелловских произведений Евсевия Кесарийского. Хотя Монтегю пользовался не лучшими рукописями и не всегда правильно определял, какие утверждения принадлежат Маркеллу, а какие его противникам, в некоторых отношениях это издание является до сих пор полезным. Вопросы богословия Маркелла, не рассмотренные у Монтегю, нашли некоторое освещение у следующего исследователя, Дионисия Петавия, который полагал взгляды Маркелла сходными с учением раннехристианских богословов Афинагора, Татиана и Феофила. Подробно учение Маркелла изучал Бернар де Монфокон, однако его выводы были опровергнуты исследователями XVIII и XIX столетий.
Большой интерес к Маркеллу Анкирскому проявили немецкие историки христианства XIX века. Появившаяся в 1867 году монографии Т. Цана «Marcellus von Ancyra. Ein Beitrag ein Beitrag zur Geschichte der Theologie» представила Маркелла как наследника Иринея Лионского, главного продолжателя восходящей к Игнатию Антиохийскому традиции малоазийского богословия. Развивая идеи Цана в серии статей начала 1900-х годов, Ф. Лоофс добавил к числу идейных предшественников Маркелла Павла Самосатского и Евстафия Антиохийского и связал его богословие с Александрийской школой. Эти взгляды были далее подхвачены учеником Лоофса Вольфгангом Герике, издателем трудов Афанасия Великого Мартином Тетцем (Martin Tetz) в серии статей между 1964 и 1989 годами и другими. Представление об учении Маркелла в глазах его противников исследовал Герхард Фейге (Gerhard Feige, 1987). Обстоятельную попытку обнаружить оригинальное учение Маркелла предпринял Клауз Зайбт (1994).
На английском языке существует существенно меньше монографий, посвящённых Маркеллу Анкирскому, что исследовательница Сара Парвис связывает с тем, что он плохо вписывается в сложившуюся в англоязычной традиции схему арианского спора как противостояния двух противоположных сил. Следует также отметить труд Джозефа Лайнхарда (Joseph Lienhard), который уделил основное внимание конфликту Маркелла и Евсевия Кесарийского. Обзор посвящённых Маркеллу Анкирскому исследований по состоянию на 1975 год приведён у А. Грильмайера.

## Оценки современников и историков
Об отношении к Маркеллу Анкирскому его многолетнего соратника Афанасия Александрийского известно из рассказа ересиографа IV века епископа Епифания Кипрского. В главу «Против маркеллиан» своего трактата «Панарион» он поместил следующий рассказ о своей беседе с Афанасием:
Некогда я сам спрашивал блаженного папу Афанасия о том, какого он мнения об этом Маркелле. Он и не защищал его, и не отнёсся к нему враждебно; но только, улыбнувшись, тайно высказал, что он не далеко ушёл в заблуждение и считал его оправданным.
По мнению русского историка В. В. Болотова, это было связано с тем, что для Афанасия только одна сила была враждебна — арианство, и савеллианские заблуждения Маркелла казались ему простительными. Однако для их младшего современника, Василия Великого, савеллианство было столь же опасной ересью, как и арианство. Учение Маркелла он считал вредным и отрицанием христианства, так как тот не признавал предвечной ипостаси Сына Божьего. Василий требовал от западных христиан, чтобы они решительно осудили Маркелла. Маркелл умер в первой половине 370-х годов, и в последние годы жизни он был принят в общение Афанасием Великим, тогда как Василий Великий продолжал настаивать на его осуждении. В 375 году он осудил сосланных в палестинскую Диокесарию египетских епископов, принявших в своё общение маркеллиан. В 375 году сторонники Маркелла отвергли основные положения учения своего учителя, однако сохранились как отдельная секта. Ересиограф IV века Епифаний Кипрский отвёл им место в своём «Панарионе». Окончательно Маркелл Анкирский был анафематствован на Римском соборе 381 года и на вселенском Константинопольском соборе того же года.
Никейские богословы 360—370-х годов либо не знали, либо преуменьшали влияние на события арианского спора Маркелла, либо рассматривали его в мрачном свете. Длительное время такой взгляд был преобладающим. В конце XIX века немецкий богослов Адольф фон Гарнак назвал Маркелла «крайне интересным явлением в истории богословия, хотя и не добившимся каких-либо изменений в истории догматов и не имевшим значительного числа последователей». По мнению Генри Гваткина, с точки зрения богословия между учениями Ария и Маркелла не было существенной разницы, поскольку оба отрицали противоречащие логике дополнения никейского учения. Мягче выразился В. В. Болотов, по мнению которого «упрямая и неподатливо своеобразная натура, Маркелл был ревностнейшим борцом за „никейскую веру“, но хотел защищать её по-своему, особыми средствами». Другой русский историк церкви А. И. Бриллиантов характеризует это своеобразие как архаичную форму александрийского богословия.

### Первичные источники
- Творенія святаго Епифания Кипрскаго. — М., 1880. — Т. IV. — С. 277—294.

### Исследования
на английском языке
- Grillmeier A. Christ in Cristian Tradition / trans. by J. Bowden. — Atlanta : John Knox Press, 1975. — Т. I.
- Gwatkin H. M. The Arian Controvercy. — 2nd ed. — London, 1914. — 176 p.
- Hanson R. P. C. The Search for the Christian Doctrine of God: The Arian Controversy, 318-381 A.D.. — New York: Continuum International Publishing Group, 2005. — 960 p. — ISBN 0-5670-3092-X.
- Lienhard J. T. Contra Marcellum: Marcellus of Ancyra and Fourth-Century Theology Contra Marcellum: Marcellus of Ancyra and Fourth-Century Theology. — Washington, D. C.: Catholic University of America Press, 1999. — 280 p.
- Parvis S. Marcellus of Ancyra and the Lost Years of the Arian Controversy 325–345. — Oxford: Oxford University Press, 2006. — 291 p. — ISBN 978-0-19-928013-1.
- Ramelli I. The Christian Doctrine of Apokatastasis: A Critical Assessment from the New Testament to Eriugena. — BRILL, 2013. — 890 p. — ISBN 978-90-04-24570-9.

на немецком языке
- Seibt K. Die Theologie des Markell von Ankyra. — Walter de Gruyter, 1994. — 558 p. — ISBN 3-11-014027-6.
- Zahn T. Marcellus von Ancyra: ein Beitrag zur Geschichte der Theologie. — 1867. — 245 p.

на русском языке
- Болотов В. В. Лекции по истории древней церкви. — Петроград, 1918. — Т. IV. — 599 с.
- Бриллиантов А.И. Лекции по истории древней церкви. — СПб.: Издательство Олега Абышко, 2007. — 465 с. — (Библиотека христианской мысли. Исследования). — ISBN 978-5-9900890-3-7.
- Спасский А. А. История догматических движений в эпоху вселенских соборов. — 2-е. — Сергиев Посад, 1914. — Т. I. — 648 с.

на французском языке
- Hefele C. J., Leclerq H. Histoire des conciles. — Paris, 1907. — 632 p.